# Peiriac de Menerbés
Peiriac de Menerbés (en francès Peyriac-Minervois) és un municipi de França de la regió d'Occitània, al departament de l'Aude